# Ferroplasmaceae
A Ferroplasmaceae a Thermoplasmatales rend egy családja. Egyik faja az F. acidophilum egy acidofil, vasat oxidáló szervezet.

### Tudományos folyóiratok
- Golyshina OV, Pivovarova TA, Karavaiko GI, Kondrateva TF, Moore ER, Abraham WR, Lunsdorf H, Timmis KN, Yakimov MM, Golyshin PN (2000). „Ferroplasma acidiphilum gen. nov., sp. nov., an acidophilic, autotrophic, ferrous-iron-oxidizing, cell-wall-lacking, mesophilic member of the Ferroplasmaceae fam. nov., comprising a distinct lineage of the Archaea”. Int. J. Syst. Evol. Microbiol. 50, 997–1006. o. DOI:10.1099/00207713-50-3-997. PMID 10843038.
- (2011) „Environmental, Biogeographic, and Biochemical Patterns of Archaea of the Family Ferroplasmaceae”. Applied and Environmental Microbiology 77 (15), 5071–5078. o. DOI:10.1128/AEM.00726-11. PMID 21685165.

### Tudományos könyvek
- Reysenbach, A-L.szerk.: DR Boone and RW Castenholz, eds.: Order I. Thermoplasmatales ord. nov., Bergey's Manual of Systematic Bacteriology Volume 1: The Archaea and the deeply branching and phototrophic Bacteria, 2nd, New York: Springer Verlag, 169. o. (2001. augusztus 3.). ISBN 978-0-387-98771-2

### Tudományos adatbázisok
- Ferroplasmaceae PubMed hivatkozásai
- Ferroplasmaceae PubMed Central hivatkozásai
- Ferroplasmaceae Google Scholar hivatkozásai